# Spēlēju, dancoju
Spēlēju, dancoju (deutsch etwa: ‚Ich spielte, ich tanzte’) ist eine Oper in drei Akten und vier Bildern von Imants Kalniņš (Musik) mit einem Libretto von Imants Ziedonis nach dem gleichnamigen Drama von Rainis. Die Uraufführung fand am 30. Dezember 1977 im Staatlichen Akademischen Theater für Oper und Ballett der Lettischen SSR in Riga statt.

## Handlung

### Erster Akt
Eine Bauernhütte
Zur Hochzeitsfeier von Lelde und Zemgus kommen vier ungeladene Gäste: der Koklespieler Tots, eine Hexe, ein blinder und ein lahmer Mann – Märchenfiguren der lettischen Legende. Sie behaupten, sie seien Reisende. Die Hexe, der Blinde und der Lahme sprechen düstere Prophezeiungen aus. Tots dagegen unterhält die Gesellschaft mit seinem Lied („Ich spielte, ich tanzte die ganze Nacht hindurch“), das Lelde so sehr berührt, dass Zemgus eifersüchtig wird. Plötzlich erscheint ein Gespenst, der Geist eines deutschen Herrn. Es greift Lelde an und stiehlt ihr drei Blutstropfen. Lelde stirbt. Zugleich reißen sämtliche Saiten von Tots Kokle.
Leldes Grab auf dem Friedhof
Zemgus und Tots trauern um Lelde und geraten in Streit. Tots fleht die Mutter Erde an, sie wieder ins Leben zurückzubringen. Als Botin der Angerufenen erscheint eine Maulwurfsgrille, die Tots Wurzeln als Ersatz für die gerissenen Saiten seiner Kokle gibt und ihm rät, in die Erde hinabzusteigen. Die Geister der Toten flehen ihn an, ihnen zu helfen, ihre Ruhe wiederzugewinnen. Das könne er erreichen, indem er Lelde zum Leben erweckt. Dazu muss er dem dreiköpfigen Teufel die Kerze des Todes entreißen. Tots macht sich als Toter verkleidet auf den Weg in die Hölle.

### Zweiter Akt
Hölle
In der Unterwelt sucht Tots nach dem Herrn. Ihm fällt auf, dass einer der Särge noch warm ist. Der Herr ist von Leldes Blut noch wie betrunken. Von ihm erfährt Tots, dass er Lelde ins Leben zurückbringen kann, indem er das verlorene Blut zurückgewinnt. Die anderen Höllenbewohner bezweifeln, dass Tots wirklich tot ist. Sie fordern ihn auf, für sie zum Tanz aufzuspielen. Von dem Lärm beim Kartenspiel gestört, erscheint ihr Herrscher, der Dreiköpfige. Tots Spiel begeistert die Teufel und Hexen so sehr, dass sie ihm einen Teufelsschwanz als Saite für seine Kokle geben. Endlich findet er Lelde. Sie ist geschwächt und fürchtet sich zudem vor einem Wiedersehen mit Zemgus. Von ihr erhält Tots ein Haar als weitere Kokle-Saite. Um eine Gelegenheit zu erhalten, dem Herrn die Bluttropfen zu stehlen, verspricht er, dessen Hochzeit mit Lelde auszurichten. Die von Tots faszinierten Unterweltbewohner reißen die Blutstropfen aus dem Bauch des Herrn, doch sie fallen zu Boden und versickern in der Erde, die ihm doch zuvor selbst ihre Hilfe versprochen hatte. Der Dreiköpfige macht Tots das Angebot, als neuer Herrscher in der Unterwelt zu bleiben. Er selbst sehnt sich nach Ruhe, und Tots erinnert ihn an seinen Sohn, der einst die Unterwelt verlassen hatte, um auf der Erde zu leben. Tots zieht es jedoch vor, beide Welten zu verbinden. Er glaubt, dass seine Lieder weiterleben würden, selbst wenn er umkäme. Die Teufel versuchen, ihn am Verlassen der Hölle zu hindern. Daraufhin beschwört Tots die Toten, die ihm die Totenkerze bringen. Damit kann er die Dämonen vertreiben. Er verlässt mit Lelde die Unterwelt.

### Dritter Akt
Erde
Die Dorfbewohner warten besorgt auf Tots Rückkehr. Die Hexe, der Blinde und der Lahme berichten von den düsteren Geschehnissen auf dem Friedhof und machen ihnen keine Hoffnung. Kurz darauf erscheint Tots mit der apathischen Lelde, die ohne die Blutstropfen nicht lebensfähig ist. Zemgus ist froh, sie wiederzusehen, zeigt aber wenig Dankbarkeit für Tots. Der wiederum lässt sich weder von Zemgus noch von den Märchengestalten einschüchtern. Er entzündet die Totenkerze, deren Licht sich mit dem der Sonne verbindet, um den Toten ihren Frieden zu bringen und Lelde zu kräftigen. Doch dies reicht nicht, um Lelde am Leben zu erhalten. Sie benötigt noch immer die drei Blutstropfen. Da diese verloren sind, muss sich jemand für sie opfern. Zemgus ist dazu bereit, will sich jedoch nicht selbst töten, sondern verlangt, dass Tots dies tut. Ein Mord kann Lelde aber nicht retten. Tots erkennt, dass er selbst ihr sein Blut geben muss. Er tötet sich selbst und rettet damit Leldes Leben. Die Maulwurfsgrille erklärt ihn zum Heiligen.

## Gestaltung

### Orchester
Die Orchesterbesetzung der Oper enthält die folgenden Instrumente:
- Holzbläser: Piccoloflöte, zwei Flöten, zwei Oboen, Englischhorn, zwei Klarinetten, zwei Fagotte, Kontrafagott
- Blechbläser: drei Hörner, drei Trompeten, drei Posaunen, Tuba, zwei Basstuben
- Jazzmaschine
- Sologitarre, Rhythmusgitarre
- Xylophon
- Celesta
- zwei Harfen
- Cembalo
- Ionica
- Orgel
- Präpariertes Klavier
- Streicher vom Tonband

### Libretto
Das Libretto stammt von Imants Ziedonis. Es basiert auf dem 1915 entstandenen symbolistischen Drama Spēlēju, dancoju des lettischen Dichters Rainis, das Ziedonis zwar nicht aktualisierte, doch dessen inhärente philosophische und existentielle Fragestellungen betonte. Für die Librettofassung straffte er nicht nur den Text, sondern ergänzte im zweiten Akt einen Monolog Tots’, der den Text auf die moderne Zeit bezog. Schon vor der Uraufführung veröffentlichte er ein Essay über das Drama, in dem er seine und Kalniņšs Intentionen erläuterte. Rainis thematisierte mit der Auferstehung des „Herrn“ die bevorstehende Besetzung Lettlands, das – symbolisiert durch die Braut Lelde – der Sänger Tots ähnlich wie Orpheus wieder ins Leben zurückholt. Dieser ist allerdings nicht als Nachahmung des antiken Sängers zu verstehen, sondern als zeitgenössischer Lette. Bedeutsam ist zudem, dass die Befreiung von der Fremdherrschaft von innen heraus und im Alltag erfolgt.
Es gibt drei wesentliche Leitthemen für Tots, Lelde und die „Lichter der Toten“. Letztere bedeuten Ziedonis zufolge, „daß man nur durch die Erinnerung aller jener vergangenen menschlichen Leben und nur durch dies Gedenken im Gegenwärtigen (und auch im Zukünftigen) ankommen kann. Und deshalb müssen die flackernden schwachen, schwankenden Flammen der Totenlichter beständig hinausgetragen werden: aus dem Dunkel des Vergessens ins Sonnenlicht der Erinnerung.“
In seinem Drama verknüpfte Rainis historische und archetypische Themen. Beispielsweise ist der „Herr“ einem historischen Feudalherren nachgebildet, der mit drei Blutstropfen sein Recht der ersten Nacht beansprucht. Zugleich stellt dies bildlich die Redewendung der „Herrn, die ihrem Volk das Blut aussagen“ dar. Zu Beginn des dritten Akts sind die (armen) Dorfbewohner über das Geschehen in der Unterwelt informiert, weil sie selbst zwischen den Sphären des Lebens und des Todes stehen.

### Musik
Musikalischer Kern der Oper ist ein Lied der Hauptfigur Tots, das in unterschiedlicher Form in allen drei Akten auftaucht. Die Komposition verwendet alte Volksmusiktechniken (Wechsel zwischen Vorsänger und Chor) und Prinzipien lettischer Kirchen- und Chormusik (hymnische Steigerungen mit Hilfe von Ostinati und Sequenzen) sowie der Rockmusik. Die drei Akte (vier Bilder) sind der üblichen Operndramaturgie gemäß musikalisch kontrastierend angelegt. Die Hochzeit des ersten Akts ist durch helle Diatonik gekennzeichnet, die Friedhofsszene durch Polyphonie und alternierende Akkorde, die Höllenszene im zweiten Akt durch Chromatik und Zitate neuerer populärer Musik. In der Schlussszene werden alle diese Elemente kombiniert.

## Werkgeschichte
Imants Kalniņš gilt als einer der führenden Komponisten Lettlands. Er setzte sich während seiner Tätigkeit am Theater von Liepāja für eine Verschmelzung von U- und E-Musik ein und komponierte 1971 mit Ei, jūs tur! die erste sowjetische Rockoper. Über seine vierte Sinfonie (1972) gab es wegen ihrer Mischung von Elementen älterer und neuerer volkstümlicher Musik heftige Diskussionen. Sie war vor allem beim jüngeren Publikum beliebt. Das Gleiche gilt für seine 1976/1977 entstandene Oper Spēlēju, dancoju, bei der er dieselben Konzepte einsetzte.
Die Uraufführung fand am 30. Dezember 1977 im Staatlichen Akademischen Theater für Oper und Ballett der Lettischen SSR in Riga statt. Die musikalische Leitung hatte Aleksandrs Viļumanis. Regie führte Mihails Kublinskis. Die Bühne stammte von Artūrs Lapiņš, die Kostüme von Biruta Goge. Regisseur und Bühnenbildner waren kurzfristig für Arnolds Liniņš bzw. Ilmārs Blumbergs eingesprungen. Zur Gesangsbesetzung gehörten Lilija Greidāne (Lelde), Kārlis Zariņš (Tots), Pēteris Grāvelis (Dreiköpfiger) und Nikolajs Goršenins (deutscher Herr). Es gab erfolgreiche Gastaufführungen in Vilinus und am Bolschoi-Theater in Moskau. In Lettland wurde die Oper 55 Mal gezeigt. Dort wurde das Werk allerdings kontrovers diskutiert. Obwohl die Inszenierung weder der Musik noch dem Text der Oper gerecht wurde, konnte sie sich vier Spielzeiten im Repertoire halten.
Im September 2011 wurde das Werk nach fast dreißig Jahren anlässlich des 70. Geburtstags des Komponisten konzertant, aber mit Bühne, Kostümen und Videoprojektionen, an der Lettischen Nationaloper in Riga wieder aufgeführt.
Eine Neuinszenierung von Laura Groza-Ķibere an der Lettischen Nationaloper 2020 zeigte die Hölle als „radikal-nationale Zone“ mit geschlossenen Grenzen und kritisierte die „unmögliche[] Suche nach Authentizität“ sowie die „Kommerzialisierung der Folklore“. Ein Videomitschnitt wurde auf Operavision im Internet bereitgestellt.

## Aufnahmen
- 2020 – Mārtiņš Ozoliņš (Dirigent), Laura Groza-Ķibere (Inszenierung), Miķelis Fišers (Bühne), Kristīne Pasternaka (Kostüme), Oskars Pauliņš (Licht), Rūdolfs Gediņš (Choreografie), Evarts Melnalksnis (Dramaturgie).
 Marlēna Keine (Lelde), Raimonds Bramanis (Tots), Juris Ādamsons (Zemgus), Ilona Bagele (Hexe), Rihards Mačanovskis (Blinder), Rinalds Kandalincevs (Lahmer), Laura Grecka (Maulwurfsgrille), Evija Martinsone (Mutter der Braut), Andžella Goba (Mutter des Bräutigams), Guntars Ruņģis (Vorarbeiter), Mihails Čuļpajevs (Kobold), Jānis Apeinis (Dreiköpfiger), Kalvis Kalniņš (Holzbein), Krišjānis Norvelis (deutscher Herr/Lord).
 Video; live aus der Lettischen Nationaloper.
 Videostream bei Operavision.[3]